# Prionus komiyai
Prionus komiyai är en skalbaggsart som beskrevs av Jadwiga Lorenc 1999. Prionus komiyai ingår i släktet Prionus och familjen långhorningar. Inga underarter finns listade i Catalogue of Life.